# Stara Maslina
El Stara Maslina ("viejo olivo" en montenegrino) es un olivo (Olea europaea) ubicado en el pueblo de Stari Bar, cerca de la ciudad de Bar en Montenegro.

## Descripción
El árbol tiene unos 2000 años y un volumen de 10m³, es una popular atracción turística local y un monumento natural sujeto a protección por ley desde 1963, se encuentra rodeado por una valla de piedra y a su vez por otra valla metálica. Uno de sus lados se encuentra quemado, posiblemente debido al impacto de un rayo o un fuego que se salió de control. La región es famosa por su gran cantidad de olivos centenarios, alrededor de 100.000.

## Galería

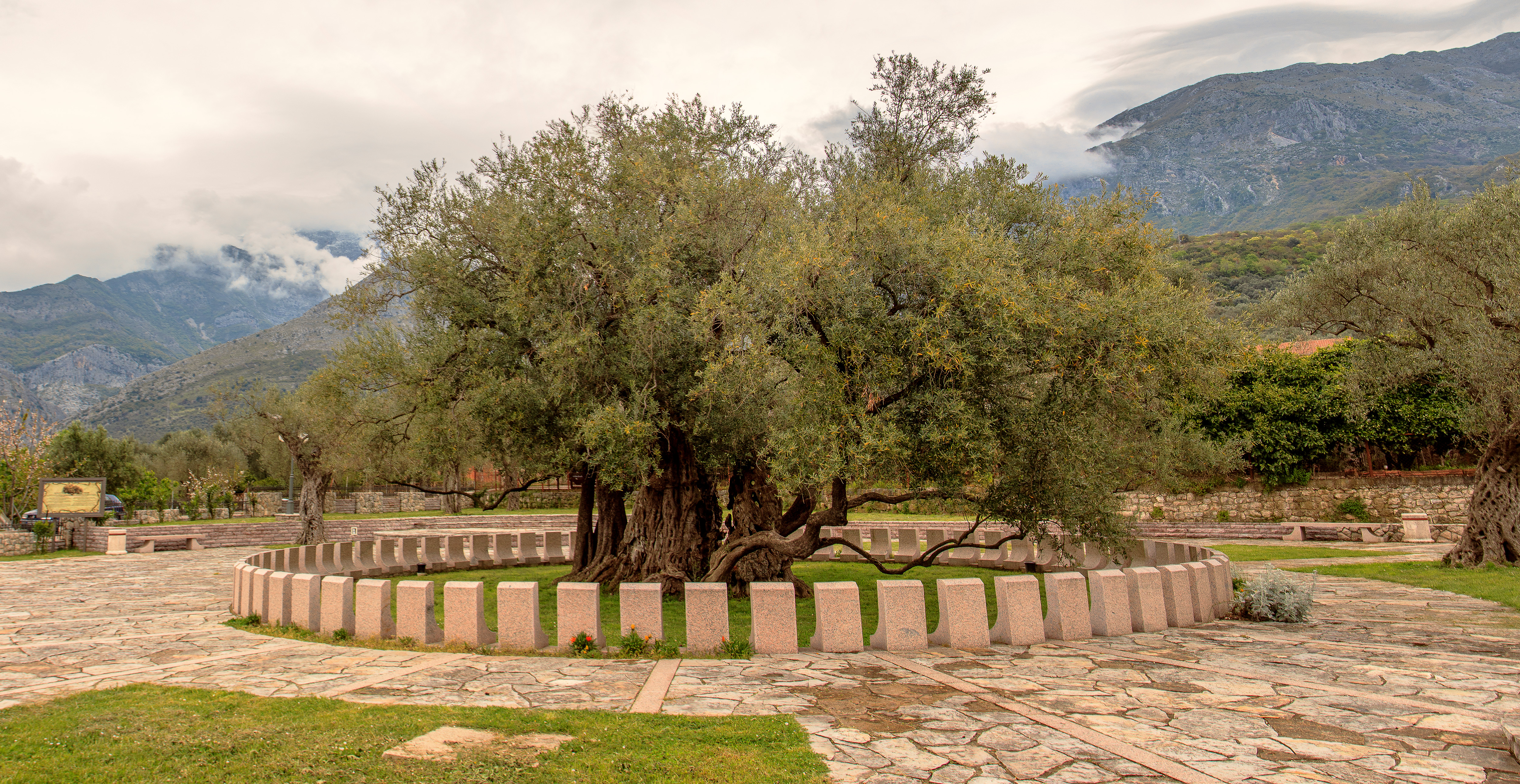
Vista tras la valla metálica
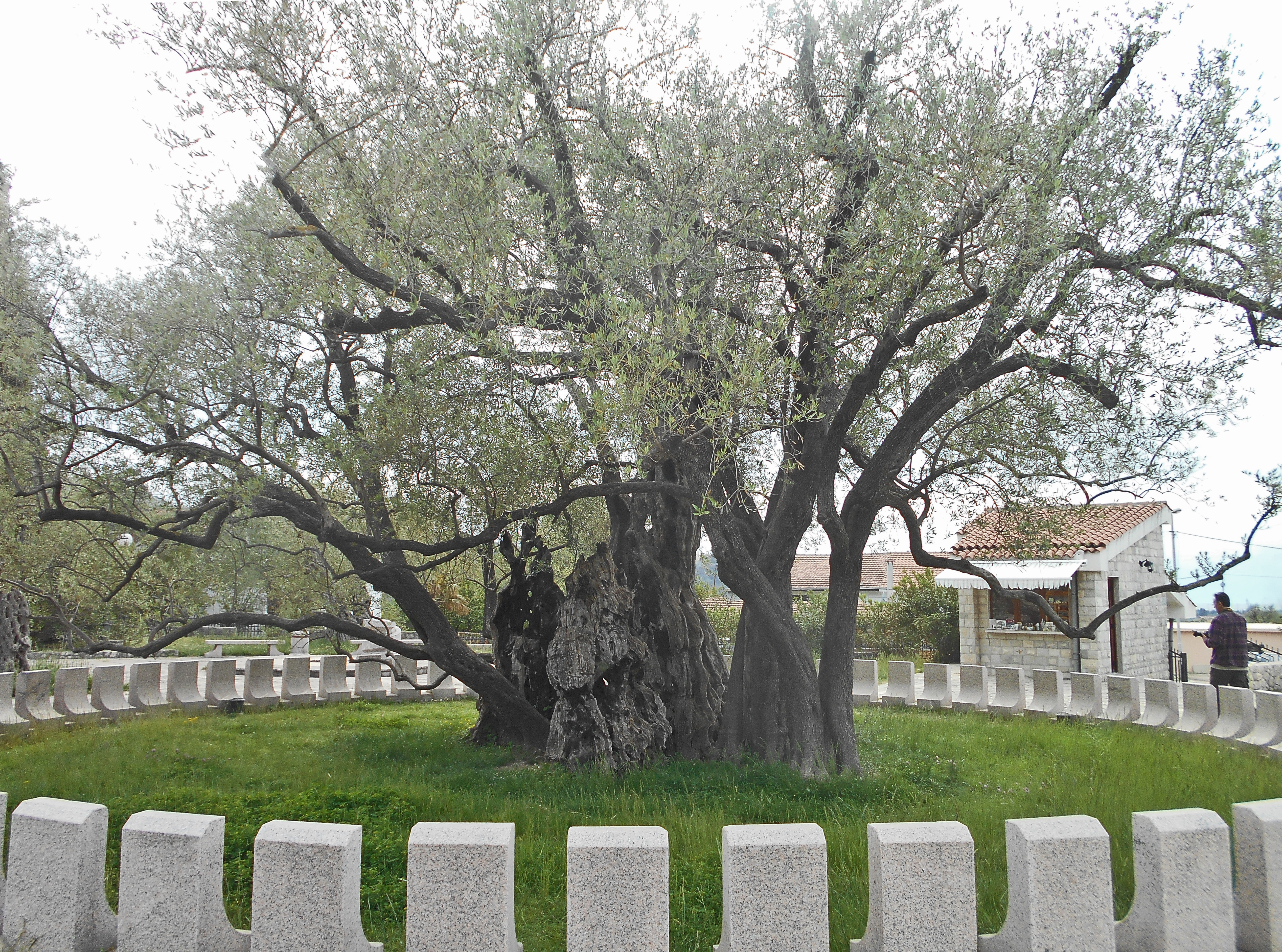
Detalle del lado quemado